# Nils Rydström
Nils Uno Rydström (Estocolmo, 15 de septiembre de 1921-Estocolmo, 20 de septiembre de 2018) fue un deportista sueco que compitió en esgrima, especialista en la modalidad de espada. Ganó dos medallas en el Campeonato Mundial de Esgrima en los años 1950 y 1954.

## Palmarés internacional
| Campeonato Mundial | Campeonato Mundial      | Campeonato Mundial | Campeonato Mundial |
| Año                | Lugar                   | Medalla            | Prueba             |
| ------------------ | ----------------------- | ------------------ | ------------------ |
| 1950               | Montecarlo (Mónaco)     | Medalla de bronce  | Espada por equipos |
| 1954               | Luxemburgo (Luxemburgo) | Medalla de plata   | Espada por equipos |